# Consejo Federal para la Transparencia
El Consejo Federal para la Transparencia (CFT), creado en el año 2016 a través de la Ley N° 27.275 de Acceso a la Información Pública, nuclea a las máximas autoridades en materia de transparencia y acceso a la información de las 23 provincias y de la Ciudad Autónoma de Buenos Aires.
Desde un enfoque federal, impulsa la cooperación técnica y la concertación de políticas en materia de transparencia, acceso a la información y protección de datos personales en Argentina.
Es presidido por Beatriz Anchorena, Titular de la Agencia de Acceso a la Información Pública (AAIP), dado que por Ley tiene su sede y recibe apoyo técnico-administrativo de la AAIP.
Su Estatuto  establece que “Los representantes titulares y alternos ante el Consejo deberán ser las máximas autoridades en materia de transparencia y acceso a la información pública de cada una de las jurisdicciones, designados mediante el correspondiente acto administrativo por el Gobernador de la provincia o el Jefe de la Ciudad Autónoma de Buenos Aires, según corresponda”.

## Asambleas Generales Ordinarias
Es el órgano representativo de los miembros del CFT con facultad de concertar políticas públicas y tomar decisiones de acciones referidas a la transparencia, acceso a la información pública y protección de datos personales.
Se realizan una vez por semestre, como mínimo, para:
•	Consensuar y aprobar el Plan de Trabajo Anual y el Informe de Gestión del CFT.
•	Definir los lineamientos generales de las políticas y acciones a implementar en las jurisdicciones.
•	Generar herramientas para acompañar el trabajo de los equipos técnicos locales.
Al cierre de cada Asamblea  se realiza un foro abierto a la comunidad con paneles donde participan referentes y expertos de distintos sectores para fomentar el debate y exponer sobre cuestiones relativas a la agenda pública. El objetivo es intercambiar e incorporar herramientas, recursos y experiencias que fortalezcan las capacidades de los equipos de trabajo de cada jurisdicción.

## Comisiones de Trabajo
La Asamblea constituye anualmente sus Comisiones de Trabajo, según la planificación aprobada, la trascendencia regional y la especial relevancia de determinados asuntos.
Cada Comisión de Trabajo fija su modo de funcionamiento. Conservan sus funciones hasta tanto concluyan con las tareas asignadas y están facultadas para requerir todos los informes o datos que creyeran necesarios para el estudio de los asuntos sometidos a su consideración. Presentan a la Asamblea una agenda temática sobre las actividades programadas para el año en curso.
Pueden invitar a asesores y expertos a sus deliberaciones. El Coordinador de cada una de las Comisiones de Trabajo convoca a las reuniones y ordena las actividades.
Actualmente, existen tres comisiones integrantes del CFT: Comisión de Transparencia, Comisión de Gobernanza de Datos y Protección de la Privacidad, y Comisión de Participación Ciudadana.
A través de talleres, análisis de casos e intercambio de experiencias locales e internacionales, los participantes tratan temáticas específicas. También elaboran documentos, guías, recomendaciones e informes sobre los temas pertinentes de acuerdo con las necesidades de las jurisdicciones.

## Plan Federal de Formación
Para dar respuesta a las necesidades técnicas de las jurisdicciones e incrementar las capacidades de sus equipos de trabajo, el Consejo Federal y las Direcciones Nacionales de la AAIP realizan distintas actividades formativas. Desde una perspectiva federal e integral se abordan cuestiones relativas a la transparencia en la gestión pública, el acceso a la información, la protección de datos personales y la participación ciudadana.
El plan incluye la Diplomatura Universitaria en Protección de Datos Personales e Inteligencia Artificial  desarrollada por la AAIP junto a la Universidad Nacional del Sur, la cual busca generar conocimientos en las estructuras provinciales para abordar los desafíos propios del avance tecnológico, principalmente respecto a las decisiones automatizadas, garantizar derechos y potenciar el comercio y la generación de empleo.

## Asistencias Técnicas
El Consejo Federal, en articulación con las Direcciones Nacionales de la AAIP, brinda apoyo a los equipos técnicos locales para concretar mecanismos que les permitan garantizar la transparencia, el acceso a la información y la protección de datos personales. Así se fortalecen los marcos normativos  y mejora la calidad y monitoreo de la gestión.